# بیچوود ویلیج (کنتاکی)
بیچوود ویلیج (به انگلیسی: Beechwood Village) شهری در ایالت کنتاکی کشور ایالات متحده آمریکا است که جمعیت آن در سرشماری سال ۲۰۱۰ میلادی، ۱٬۳۲۴ نفر بوده‌است.